# Dorothy Bentincková, vévodkyně z Portlandu
Dorothy Bentincková, vévodkyně z Portlandu (rozená Lady Dorothy Cavendishová; 27. srpna 1750 – 3. června 1794, Londýn) byla sňatkem s Williamem Cavendish-Bentinckem, britským premiérem, vévodkyní z Portlandu. Je také předkem královny Alžběta II.

## Původ
Lady Dorothy Cavendishová se narodila 27. srpna 1750 jako dcera britského premiéra Williama Cavendishe a jeho manželky Charlotte Cavendishové.

## Manželství a potomci
8. listopadu 1766 se Dorothy provdala za Williama Cavendish-Bentincka. Měli spolu šest dětí:
- William Bentinck, 4. vévoda z Portlandu (24. června 1768 – 27. března 1854)
- William Bentinck (14. září 1774 – 17. června 1839)
- Charlotte Cavendish-Bentincková (3. října 1775 – 28. července 1862), která se provdala za Charlese Grevilla
- Mary Cavendish-Bentincková (13. března 1779 – 6. listopadu 1843)
- Charles Bentinck (3. října 1780 – 28. dubna 1826), byl pradědem Elizabeth Bowes-Lyon
- Frederik Cavendish-Bentinck (2. listopadu 1781 – 11. února 1828)

Vévodkyně Dorothy z Portlandu zemřela v roce 1794 a byla pohřbena ve farním kostele St Marylebone.

## Tituly a oslovení
- 27. srpna 1750 – 8. listopadu 1766: Lady Dorothy Cavendishová
- 8. listopadu 1766 – 3. června 1794: Její Milost vévodkyně z Portlandu